# Vegyes 3 méteres szinkronugrás a 2015-ös úszó-világbajnokságon
A 2015-ös úszó-világbajnokságon a műugrás vegyes 3 méteres szinkronugrásának döntőjét augusztus 2-án rendezték meg a Kazan Arenában.
A versenyszámot a kínai Vang Han, Jang Hao duó nyerte, míg – a vb műsorában első ízben szereplő, 13 párost felvonultató versenyszámában – az ezüstérmet a Jennifer Abel, François Imbeau-Dulac francia kettős érdemelte ki, a bronzérmet pedig a Tania Cagnotto és Maicol Verzotto alkotta olasz páros szerezte meg.

## Eredmény
A viadal helyi idő szerint 15:00-kor kezdődött.
| #  | Versenyző                              | Ország            | Pontok |
| -- | -------------------------------------- | ----------------- | ------ |
|    | Vang Han Jang Hao                      | Kína (CHN)        | 339,90 |
|    | Jennifer Abel François Imbeau-Dulac    | Kanada (CAN)      | 317,01 |
|    | Tania Cagnotto Maicol Verzotto         | Olaszország (ITA) | 315,30 |
| 4  | Maddison Keeney Grant Nel              | Ausztrália (AUS)  | 310,02 |
| 5  | Dolores Hernández Rommel Pacheco       | Mexikó (MEX)      | 308,40 |
| 6  | Marija Poljakova Ilja Molcsanov        | Oroszország (RUS) | 306,27 |
| 7  | Ng Yan Yee Muhammad Puteh              | Malajzia (MAS)    | 291,42 |
| 8  | Christina Wassen Timo Barthel          | Németország (GER) | 287,94 |
| 9  | Abigail Johnston Jordan Windle         | USA (USA)         | 287,70 |
| 10 | Jessica Favre Guillaume Dutoit         | Svájc (SUI)       | 284,34 |
| 11 | Elizabeth Cui Liam Stone               | Új-Zéland (NZL)   | 277,86 |
| 12 | Diana Pineda Sebastián Villa Castañeda | Kolumbia (COL)    | 266,22 |
| 13 | Juliana Veloso Ian Carlos Matos        | Brazília (BRA)    | 249,60 |